# Kimura Yu
Kimura Yu (木村 裕 Kimura Yū, sinh ngày 3 tháng 6 năm 1994) là một tiền đạo bóng đá người Nhật Bản hiện tại thi đấu cho V-Varen Nagasaki ở J2 League.

## Câu lạc bộ
Cập nhật đến ngày 23 tháng 2 năm 2018.
| Câu lạc bộ          | Mùa giải            | Giải vô địch | Giải vô địch | Cúp Hoàng đế Nhật Bản | Cúp Hoàng đế Nhật Bản | J. League Cup | J. League Cup | AFC     | AFC       | Khác1   | Khác1     | Tổng    | Tổng      |
| Câu lạc bộ          | Mùa giải            | Số trận      | Bàn thắng    | Số trận               | Bàn thắng             | Số trận       | Bàn thắng     | Số trận | Bàn thắng | Số trận | Bàn thắng | Số trận | Bàn thắng |
| ------------------- | ------------------- | ------------ | ------------ | --------------------- | --------------------- | ------------- | ------------- | ------- | --------- | ------- | --------- | ------- | --------- |
| Kashiwa Reysol      | 2013                | 3            | 0            | 0                     | 0                     | 0             | 0             | 1       | 0         | 0       | 0         | 4       | 0         |
| Kashiwa Reysol      | 2014                | 8            | 0            | 1                     | 0                     | 0             | 0             | –       | –         | –       | –         | 9       | 0         |
| V-Varen Nagasaki    | 2015                | 26           | 4            | 1                     | 0                     | –             | –             | –       | –         | 1       | 0         | 28      | 4         |
| V-Varen Nagasaki    | 2016                | 24           | 1            | 2                     | 3                     | –             | –             | –       | –         | –       | –         | 26      | 4         |
| V-Varen Nagasaki    | 2017                | 18           | 5            | 0                     | 0                     | –             | –             | –       | –         | –       | –         | 18      | 5         |
| Tổng cộng sự nghiệp | Tổng cộng sự nghiệp | 79           | 10           | 4                     | 3                     | 0             | 0             | 1       | 0         | 1       | 0         | 85      | 13        |

1Bao gồm Siêu cúp Nhật Bản.

## Danh hiệu
Kashiwa Reysol
- Cúp Hoàng đế Nhật Bản (1): 2012
- J. League Cup (1): 2013